# Aimi Kunitakeová
Aimi Kunitakeová (japonsky 國武 愛美, * 10. ledna 1997 Kumamoto) je japonská fotbalistka.

## Reprezentační kariéra
Za japonskou reprezentaci v roce 2018 odehrála 3 reprezentační utkání.

## Statistiky
| Japonsko | Japonsko | Japonsko |
| Roky     | Záp.     | Góly     |
| -------- | -------- | -------- |
| 2018     | 3        | 0        |
| Celkem   | 3        | 0        |